# Nika Gilaoeri
Nikoloz Zurabis (Nika) Gilauri (Georgisch: ნიკოლოზ [ნიკა] გილაური) (Tbilisi, 14 februari 1975) is een Georgisch politicus. Van 6 februari 2009 tot 4 juli 2012 was hij premier van Georgië.
Gilauri studeerde achtereenvolgens Internationale Economische Relaties (aan de Staatsuniversiteit van Tbilisi) en Economie (aan de Universiteit van Limerick), waarna hij een masteropleiding International Business Management volgde aan de Temple-universiteit te Philadelphia. Van 1999 tot 2003 werkte hij als financieel adviseur voor verschillende bedrijven. In 2003 en 2004 was hij werkzaam bij ESB Ireland.
Na de Rozenrevolutie werd Gilauri op 17 februari 2004 aangesteld als minister van Energie. In deze hoedanigheid kreeg hij kritiek te verduren toen van december 2004 en februari 2005 herhaaldelijk de stroom uitviel in Georgië. Op 7 september 2007 verruilde hij zijn ministerschap voor dat van Financiën. In december 2008 werd hij vicepremier. In 2009 benoemde president Micheil Saakasjvili hem tot opvolger van Grigol Mgaloblishvili. Het parlement van Georgië keurde zijn aanstelling goed met een motie van vertrouwen.